# Elizabeth Blackmore
Elizabeth Blackmore (Perth, 6 gennaio 1987) è un'attrice australiana.

## Biografia
Nata in Australia, si è diplomata nel 2008 alla Western Australian Academy e ha recitato fin da bambina, interpretando Sorella Marianna ne La spada della verità. Nel 2013 partecipa al remake del film La casa dove interpreta il ruolo della ragazza di David, Natalie. Appare anche in The Vampire Diaries nel 2015, nel ruolo della vampira-strega Valerie Tulle.

## Filmografia

### Cinema
- Burning Man (2011)
- La casa (Evil Dead), regia di Fede Álvarez (2013)
- Sleeping Dogs, regia di Adam Cooper (2024)

### Televisione
- La spada della verità (Legend of the Seeker) – serie TV, 6 episodi (2010)
- Home and Away – serial TV, 2 puntate (2011)
- Beauty and the Beast – serie TV, 1 episodio (2012)
- The Vampire Diaries – serie TV, 21 episodi (2014-2016)
- C'era una volta (Once Upon a Time) – serie TV, 1 episodio (2016)
- Supernatural – serie TV, 6 episodi (2016-2017)
- Un amore ritrovato (August Creek), regia di Maura Anderson  – film TV(2017)
- Shooter – serie TV, 2 episodi (2018)
- Shameless – serie TV, 1 episodio (2018)

## Doppiatrici italiane
Nelle versioni in italiano delle opere in cui ha recitato, Elizabeth Blackmore è stata doppiata da:
- Benedetta Degli Innocenti ne La casa
- Domitilla D'Amico in The Vampire Diaries
- Giorgia Locuratolo in Un amore ritrovato
- Barbara De Bortoli in Supernatural
- Gea Riva in C'era una volta
- Antilena Nicolizas in Shooter
- Tania De Domenico in Sleeping Dogs